# Evalljapyx dispar
Evalljapyx dispar är en urinsektsart som beskrevs av Filippo Silvestri 1947. Evalljapyx dispar ingår i släktet Evalljapyx och familjen Japygidae. Inga underarter finns listade i Catalogue of Life.